# Збройні сили Бельгії
Збройні сили Бельгії (нід. Belgische strijdkrachten, фр. Forces Armées Belges) — сукупність військ Королівства Бельгії, призначена для захисту свободи, незалежності й територіальної цілісності держави. Складаються з сухопутних військ, військово-морських та військово-повітряних сил.
Відповідно до плану Міністерством оборони Бельгії про скорочення особового складу до 2015 року її чисельність мала скласти 32 тисячі.